# Malá Behaň
Malá Behaň, také Malá Běhaň (ukrajinsky Мала Бийгань, maďarsky Kisbégány) je vesnice na Ukrajině, v Zakarpatské oblasti, v okrese Berehovo, ve vesnické komunitě Velká Behaň. V roce 2024 zde žilo 1300 obyvatel.

## Historie
Severozápadně od Malé Behaně, na pravém břehu řeky Verke, se nachází osada z pozdní doby bronzové a starší doby železné. Na levém břehu Verke, v jihozápadní části obce, se nachází sídliště z pozdní doby bronzové. V oblasti starověkého osídlení byly v různých dobách objeveny tři poklady z mladší doby bronzové a starší doby železné. První byl objeven v roce 1965, skládající se z kladívka a prstenu, druhý v roce 1954 skládající se z 11 náramků a třetí v roce 1969 skládající se z 8 bronzových předmětů. Odtud také pocházejí dva náramky.
Do uzavření Trianonské smlouvy byla obec součástí Uherska, poté byla součástí Československa. V roce 1921 zde stálo 128 domů a žilo zde 760 obyvatel, z toho 24 Rusínů, 689 Maďarů a 9 Židů. V letech 1938 až 1945 byla Malá Behaň (na základě první vídeňské arbitráže) součástí Maďarského království. Od roku 1945 patřila k Ukrajinské sovětské socialistické republice, která byla součástí SSSR. Od roku 1991 je obec součástí nezávislé Ukrajiny. V roce 1992 byl v centru obce postaven pomník obětem stalinských represí.